# Samuel K. Allison

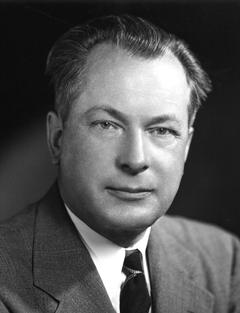
Samuel K. Allison

Samuel King Allison (* 13. November 1900 in Chicago, Illinois; † 15. September 1965 ebenda) war ein US-amerikanischer Physiker, der am Manhattan Project und Bau des ersten Kernreaktors (Chicago Pile) beteiligt war.

## Leben
Allison studierte ab 1917 Mathematik und Chemie an der University of Chicago mit dem Bachelor-Abschluss 1921 und wurde dort 1923 bei William D. Harkins in Chemie promoviert. Als Post-Doktorand war er bis 1925 an der Harvard University und 1925/26 an der Carnegie Institution. 1926 bis 1930 lehrte er zuletzt als Associate Professor an der University of California, Berkeley. Ab 1930 war er wieder an der Universität Chicago, wo er 1942 Professor für Physik wurde. 1935 war er mit einem Guggenheim-Stipendium am Cavendish Laboratory in Cambridge bei John Cockcroft.
Allison war von 1946 bis 1957 und von 1963 bis 1965 Direktor des Enrico Fermi Institute.
Er starb beim Besuch einer Konferenz in Culham in England an einem Aneurysma.
In den 1930er Jahren untersuchte er den Compton-Effekt, zunächst im Rahmen der Anstrengungen von William Duane, diesen zu widerlegen. Stattdessen bestätigten sie Compton, was zu einem Buch mit diesem führte.
Im Zweiten Weltkrieg war er am Manhattan Project beteiligt und war ab Juni 1943 Direktor des Metallurgical Laboratory in Chicago. Ab November 1944 war er in Los Alamos, wo er in einem Aufsichtskomitee zur Überwachung der Konstruktion der Plutoniumbombe war. Beim Trinity-Test im Juli 1945 sprach er den Countdown. 1946 erhielt er für seine Arbeit am Atombombenprojekt die Medal of Merit. Nach dem Krieg setzte er sich für zivile Kontrolle der Kernenergie ein. 1946 wurde er zum Mitglied der National Academy of Sciences gewählt. Seit 1927 war er Fellow der American Physical Society.
1960 bis 1963 stand er dem Physik-Komitee des National Research Council vor und 1962 bis 1965 dessen Komitee für Kernphysik.
Zu seinen Doktoranden zählt James Cronin.

## Schriften
- mit Arthur Compton:  X-rays in Theory and Experiment, Van Nostrand 1935